# B' Katīgoria 1974-1975
La B' Katīgoria 1974-1975 fu la 20ª edizione della B' Katīgoria; vide la vittoria finale dell'APOP Paphou.

## Stagione

### Novità
A causa dell'Invasione turca di Cipro molte squadre si ritrovarono lo stadio di casa invaso dall'esercito turco: fu quindi organizzata un'edizione speciale del campionato a cui partecipavano, su base volontaria, i club partecipanti alla G' Katīgoria e alla B' Katīgoria 1973-1974. Il numero di squadre partecipanti salì quindi da quattordici a venti, su un massimo teorico di ventisei.

### Formula
Le diciannove squadre partecipanti erano collocate in due gironi, uno da dieci e uno da nove, in ciascuno dei quali si incontravano in turni di andata e ritorno, per un totale di diciotto e sedici incontri per club; erano assegnati due punti per la vittoria, uno per il pareggio e zero per la sconfitta. In caso di parità si teneva conto del quoziente reti. Il vincitore di ciascun girone affrontò l'altro in uno spareggio con gare di andata e ritorno: in ogni caso il vincitore non veniva promosso in A' Katīgoria 1975-1976; non erano previste retrocessioni perché le squadre di G' Katīgoria vennero ricollocate nella medesima categoria a fine stagione.

## Girone 1
Squadre rappresentanti città appartenenti ai distretti di Nicosia e Famagosta.

### Squadre partecipanti
| Club                | Città          | Stadio                    | Stagione precedente          |
| ------------------- | -------------- | ------------------------- | ---------------------------- |
| Achilleas Kaimakli  | Kaimakli       | ?                         | 9º in G' Katīgoria           |
| AEM Morphou         | Morfou         | Stadio Comunale di Morfou | 2º in B' Katīgoria           |
| Doxa Katōkopias     | Katokopia      | ?                         | 4º in G' Katīgoria           |
| ENAD Agios Dometios | Agios Dometios | ?                         | 13º in B' Katīgoria          |
| Ethnikos Assia      | Assia          | ?                         | 8º in B' Katīgoria           |
| Īraklīs Gerolakkou  | Gerolakkos     | ?                         | 1º in G' Katīgoria, promosso |
| Keravnos Strovolos  | Strovolos      | Keravnos Stadium          | 4º in B' Katīgoria           |
| Orpheas Nicosia     | Nicosia        | Vecchio Stadio GSP        | 12º in B' Katīgoria          |
| PAEEK Kerynias      | Kyrenia        | GS Praxandros             | 10º in B' Katīgoria          |
| Parthenon Zodeia    | Kato Zodeia    | ?                         | 11º in B' Katīgoria          |

### Classifica finale
|  | Pos. | Squadra             | Pt | G  | GF | GS | DR  |
|  | ---- | ------------------- | -- | -- | -- | -- | --- |
|  | 1.   | Ethnikos Assia      | 25 | 18 | 38 | 16 | +22 |
|  | 2.   | PAEEK Kerynias      | 24 | 18 | 35 | 19 | +16 |
|  | 3.   | Achilleas Kaimakli  | 22 | 18 | 30 | 19 | +11 |
|  | 4.   | Keravnos Strovolos  | 20 | 18 | 45 | 26 | +19 |
|  | 5.   | Parthenon Zodeia    | 18 | 18 | 40 | 29 | +11 |
|  | 6.   | Orpheas Nicosia     | 18 | 18 | 24 | 24 | 0   |
|  | 7.   | ENAD Agios Dometios | 17 | 18 | 26 | 27 | −1  |
|  | 8.   | AEM Morphou         | 17 | 18 | 27 | 41 | −14 |
|  | 9.   | Doxa Katōkopias     | 14 | 18 | 19 | 35 | −16 |
|  | 10.  | Īraklīs Gerolakkou  | 5  | 18 | 17 | 65 | −48 |

### Verdetti
- Ethnikos Assia ammesso ai play-off.

## Girone 2
Squadre rappresentanti città appartenenti ai distretti di Laranca, Pafo e Limassol.

### Squadre partecipanti
| Club                      | Città     | Stadio                   | Stagione precedente                         |
| ------------------------- | --------- | ------------------------ | ------------------------------------------- |
| Akritas Chlōrakas         | Chloraka  | ?                        | 3º in G' Katīgoria                          |
| Anagennīsī Deryneia       | Dherynia  | ?                        | 7º in G' Katīgoria                          |
| APOP Paphou               | Pafo      | Stadio GSK               | 12º in A' Katīgoria, retrocesso             |
| Chalkanoras Idaliou       | Dali      | Chalkanoras Stadium      | 6º in B' Katīgoria                          |
| Ermīs Aradippou           | Aradippou | Aradippou Stadium        | 2º in G' Katīgoria                          |
| Ethnikos Achnas           | Achna     | Dasaki Stadium           | 3º in B' Katīgoria                          |
| Ethnikos Asteras Limassol | Limassol  | Stadio GSO               | 14º in B' Katīgoria, retrocesso e riammesso |
| Omonia Aradippou          | Aradippou | Aradippou Stadium        | 9º in B' Katīgoria                          |
| Othellos Athīainou        | Athīenou  | Stadio Othellos Athienou | 7º in B' Katīgoria                          |

### Classifica finale
|  | Pos. | Squadra                   | Pt | G  | GF | GS | DR  |
|  | ---- | ------------------------- | -- | -- | -- | -- | --- |
|  | 1.   | APOP Paphou               | 25 | 16 | 52 | 17 | +35 |
|  | 2.   | Akritas Chlōrakas         | 25 | 16 | 43 | 18 | +25 |
|  | 3.   | Ermīs Aradippou           | 21 | 16 | 38 | 18 | +20 |
|  | 4.   | Chalkanoras Idaliou       | 21 | 16 | 36 | 22 | +14 |
|  | 5.   | Omonia Aradippou          | 20 | 16 | 35 | 22 | +13 |
|  | 6.   | Ethnikos Achnas           | 11 | 16 | 29 | 38 | −9  |
|  | 7.   | Othellos Athīainou        | 11 | 16 | 18 | 29 | −11 |
|  | 8.   | Ethnikos Asteras Limassol | 7  | 16 | 23 | 50 | −27 |
|  | 9.   | Anagennīsī Deryneia       | 3  | 16 | 23 | 83 | −60 |

### Verdetti
- APOP Paphou ammesso ai play-off.

## Play-off
| Squadra 1      | Totale | Squadra 2   | Andata | Ritorno |
| -------------- | ------ | ----------- | ------ | ------- |
| Ethnikos Assia | 2 - 7  | APOP Paphou | 2 - 3  | 0 - 4   |

### Verdetti
- APOP Paphou vince la B' Katīgoria.